# Лінія Одер–Нейсе
53°55′35″ пн. ш. 14°13′27″ сх. д. / 53.92630556° пн. ш. 14.22402778° сх. д.
Лінія Одер–Нейсе (нім. Oder-Neiße-Grenze, пол. granica na Odrze i Nysie Łużyckiej) — неофіційна назва сучасного кордону між Німеччиною та Польщею. Лінія загалом проходить вздовж річок Одер та Ниса-Лужицька, зустрічаючись з Балтійським морем на півночі. Невелика частина польської території проходить на захід від лінії, включаючи міста Щецин та Свіноуйсьце (нім. Stettin та Swinemünde).
У повоєнній Польщі уряд описував лінію Одер-Нейсе як результат складних переговорів між польськими комуністами та Сталіним. Однак, за даними сучасного Інституту національної пам'яті, польські прагнення не вплинули на результат; радше ідея зміщення польського кордону на захід була синтетично прийнята Сталіним, який був остаточним арбітром у цьому питанні. Політичні цілі Сталіна, а також його бажання розпалити ворожнечу між поляками та німцями вплинули на його ідею обміну західними територіями на східні, забезпечуючи таким чином контроль над обома країнами. Як і до війни, деякі маргінальні групи виступали за відновлення старого кордону між Польщею та Німеччиною.
Усі довоєнні німецькі території на схід від лінії та в межах німецьких кордонів 1937 року, що становили майже чверть (23,8 відсотка) площі Веймарської республіки, були передані Польщі та Радянському Союзу згідно зі змінами, прийнятими на Потсдамській конференції. Більшість цих територій, включаючи Сілезію, Померанію та південну частину Східної Пруссії, були передані Польщі. Решта, що складалася з північної Східної Пруссії, включаючи німецьке місто Кенігсберг (перейменований на Калінінград), була передана Радянському Союзу як Калінінградська область Російської РФСР (сьогодні РФ). Значна частина німецького населення на цих територіях – за оцінками, 12 мільйонів восени 1944 року – втекла після наступу Радянської Червоної Армії.
Лінія Одер–Нейсе позначала кордон між Східною Німеччиною та Польщею з 1950 по 1990 рік. Два комуністичні уряди погодилися на кордон у 1950 році, тоді як Західна Німеччина, після періоду відмови, дотримувалася кордону з застереженнями у 1972 році (договір підписаний у 1970 році).
Після революцій 1989 року щойно об'єднана Німеччина та Польща визнали цю лінію своїм кордоном у Договорі про німецько-польський кордон 1990 року.

## Наслідки Другої світової війни

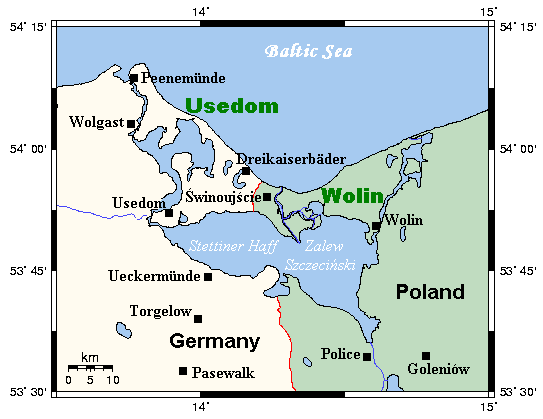
Район Одерської затоки з кордоном на західному березі Одера, місто Щецин на півдні.

Зрештою, 2 серпня 1945 року Потсдамська угода між Сполученими Штатами, Великою Британією та Радянським Союзом, в очікуванні остаточного мирного договору, офіційно передала німецькі території на схід від лінії Одер-Нейсе під польський адміністративний контроль. Також було вирішено, що всі німці, які залишилися на новій та старій польській території, мають бути виселені. Однією з причин такого варіанту нового кордону було те, що це був найкоротший можливий кордон між Польщею та Німеччиною. Він має довжину лише 472 км (293 милі) від однієї з найпівнічніших точок Чехії до однієї з найпівденніших точок Балтійського моря в гирлі Одеру.
Вінстон Черчилль не був присутній наприкінці конференції, оскільки результати британських виборів чітко показали, що він зазнав поразки. Черчилль пізніше стверджував, що ніколи б не погодився на лінію Одер-Західна Нейсе, і у своїй знаменитій промові «Залізна завіса» заявив, що:
Польський уряд, під домінуванням Росії, був заохочений до величезних і неправомірних вторгнень у Німеччину, і зараз відбуваються масові вигнання мільйонів німців у жахливих і неймовірних масштабах.

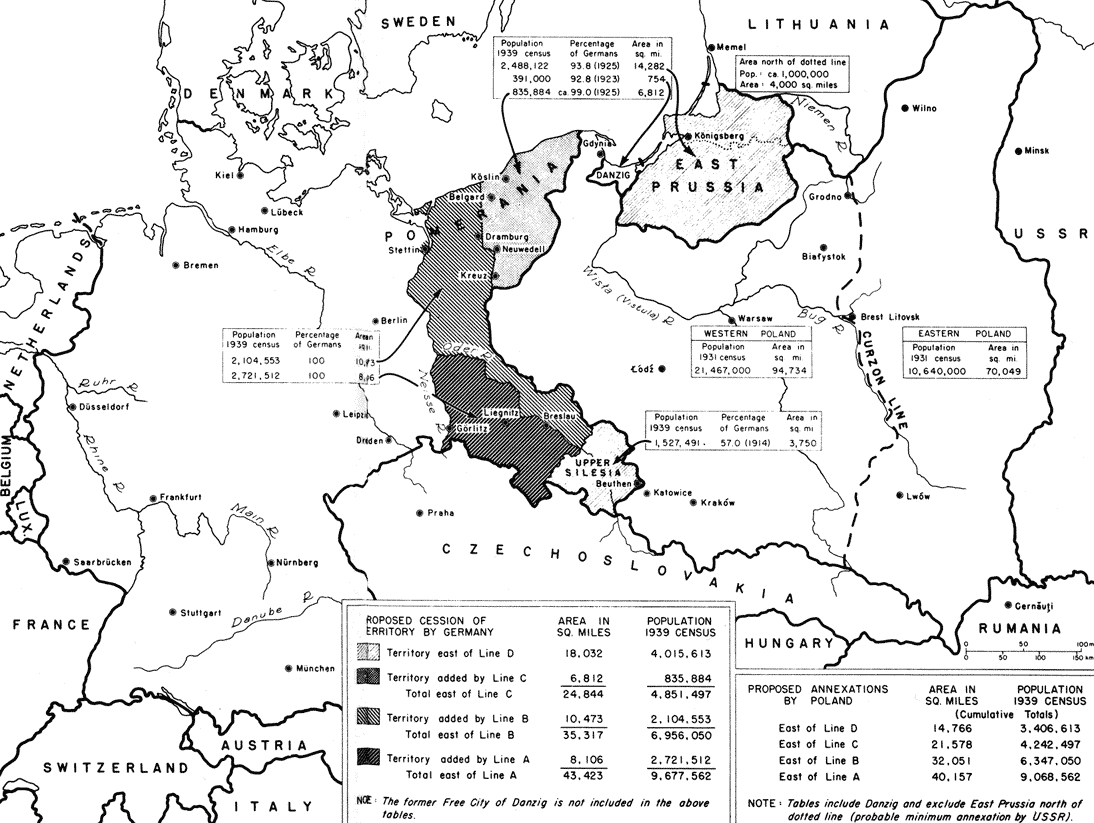
Демографічна карта Державного департаменту США від 10 січня 1945 року. Запропоновані територіальні зміни між Німеччиною та Польщею, частково засновані на довоєнному переписі населення Німеччини. Була використана для обговорення кордонів на Потсдамській конференції пізніше 1945 року.

Не тільки були скасовані нацистські територіальні зміни, але й кордон було переміщено на захід, углиб території, яка в 1937 році була частиною Німеччини з майже виключно німецьким населенням. Нова лінія розмістила майже всю Сілезію, більше половини Померанії, східну частину Бранденбурга, невелику частину Саксонії, колишнє Вільне місто Данциг та південні дві третини Східної Пруссії (Мазурії та Вармії) у склад Польщі (див. Колишні східні території Німеччини). Північно-східна третина Східної Пруссії була безпосередньо анексована Радянським Союзом.
За цими територіальними змінами послідувало масштабне переміщення населення, яке охопило загалом 14 мільйонів людей з усієї Східної Європи, включаючи багатьох людей, які вже були переміщені під час війни. Майже всі німці, що залишилися з території, анексованої Польщею, були вигнані, тоді як поляки, які були переміщені до Німеччини, зазвичай як раби, повернулися, щоб оселитися в цьому районі. Крім того, польське населення, що походило зі східної половини колишньої Другої Польської Республіки, яка зараз анексована Радянським Союзом, було здебільшого вигнано та переміщено на щойно придбані території.
Більшість поляків підтримували новий кордон, здебільшого через страх перед поновленням німецької агресії та німецьким іредентизмом. Кордон також представляли як справедливий наслідок розв'язання нацистською німецькою державою Другої світової війни та подальшого геноциду поляків і спроби знищити польську державність, а також територіальних втрат східної Польщі на користь Радянського Союзу, головним чином західної України та Білорусі. Стверджувалося, що образа поляків на вигнане німецьке населення ґрунтувалося на тому факті, що більшість цього населення була лояльною до нацистів під час вторгнення та окупації, а також на активній ролі деяких із них у переслідуванні та масових вбивствах поляків та євреїв. Ці обставини нібито перешкоджали чутливості поляків до вигнання, скоєного після Другої світової війни.
Новий порядок відповідав інтересам Сталіна, оскільки він дозволив радянським комуністам представити себе головними опікунами нового західного кордону Польщі. Він також забезпечив Радянському Союзу територіальні здобутки від частини Східної Пруссії та східної частини Другої Республіки Польща.
Державний секретар Сполучених Штатів Джеймс Ф. Бірнс виклав офіційну позицію уряду США щодо лінії Одер-Нейсе у своїй Штутгартській промові 6 вересня 1946 року:
У Потсдамі окремі райони, що входили до складу Німеччини, були тимчасово передані Радянському Союзу та Польщі, з урахуванням остаточних рішень Мирної конференції. [...] Що стосується Сілезії та інших східнонімецьких районів, то передача цієї території Польщі Росією в адміністративних цілях відбулася до Потсдамської зустрічі. Глави урядів погодилися, що до остаточного визначення західного кордону Польщі Сілезія та інші східнонімецькі райони повинні перебувати під управлінням польської держави і для цих цілей не повинні розглядатися як частина радянської зони окупації в Німеччині. Однак, як чітко зазначено в Протоколі Потсдамської конференції, глави урядів не погодилися підтримати на мирному врегулюванні цесію цієї конкретної території. Радянський Союз і поляки сильно постраждали від рук гітлерівських армій вторгнення. В результаті Ялтинської угоди Польща поступилася Радянському Союзу територією на схід від лінії Керзона. Через це Польща попросила переглянути свої північні та західні кордони. Сполучені Штати підтримають перегляд цих кордонів на користь Польщі. Однак, обсяг території, яка має бути передана Польщі, має бути визначений після остаточного врегулювання.
Промова була зустрінута шоком у Польщі, і віце-прем'єр-міністр Миколайчик негайно видав відповідь, в якій заявив, що збереження польських територій на лінії Одер-Нейсе є питанням життя і смерті.
Бірнс, який визнав Нису-Лужицьку тимчасовим польським кордоном, насправді не заявив, що така зміна відбудеться (як це сприйняли німці, які сподівалися на підтримку для повернення втрачених територій). Метою промови та пов'язаної з нею дипломатичної діяльності США була пропаганда, спрямована проти Німеччини з боку західних держав, які могли звинувачувати в польсько-німецькому кордоні та вигнанні німців лише Москву.
Наприкінці 1950-х років, до часу президентства Дуайта Д. Ейзенхауера, Сполучені Штати здебільшого визнали лінію Одер-Нейсе остаточною та не підтримали вимог Німеччини щодо кордону, водночас офіційно заявивши про необхідність остаточного врегулювання в мирному договорі. В середині 1960-х років уряд США визнав лінію Одер-Нейсе обов'язковою та погодився, що в майбутньому до неї не буде змін. Німецький ревізіонізм щодо кордону почав коштувати Західній Німеччині симпатій серед її західних союзників. У 1959 році Франція офіційно опублікувала заяву на підтримку лінії Одер-Нейсе, що викликало суперечки в Західній Німеччині.
Однак лінія Одер-Нейсе ніколи офіційно не визнавалася Сполученими Штатами до революційних змін 1989 та 1990 років.

### "Повернуті території"

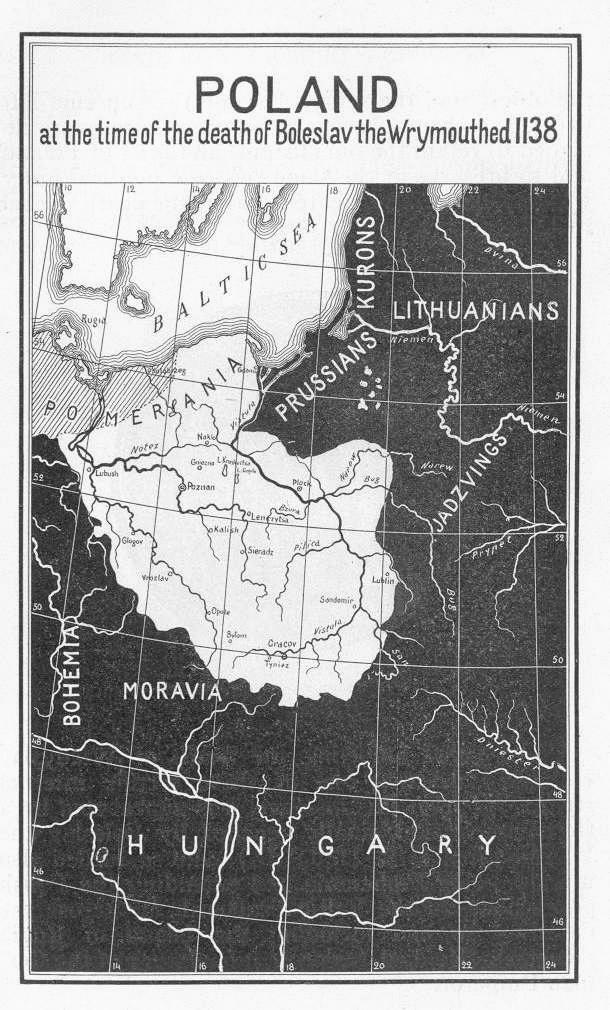
Edward Henry Lewinski Corwin's map of Polish-German borders in the 12th century (published in 1917, US)

Ці території були відомі в Польщі як Відвойовані або Повернені Території: термін, що базується на твердженні, що в минулому вони були володінням династії П'ястів, польських королів, польськими феодами або входили до частин, втрачених Пруссією під час поділів Польщі. Цей термін широко використовувався пропагандою в Польській Народній Республіці. Створення картини нових територій як «невід'ємної частини історичної Польщі» в повоєнний період мало на меті перетворити польських поселенців та репатріантів, які прибувають туди, на цілісну спільноту, лояльну новому комуністичному режиму. Цей термін використовувався одразу після закінчення Другої світової війни, коли він був частиною комуністичної індокринації польських поселенців на цих територіях. Остаточні угоди фактично компенсували Польщі 112 000 км² (43 000 кв. миль) колишньої німецької території в обмін на 187 000 км² (72 000 кв. миль) землі, що лежала на схід від лінії Керзона – польські території, окуповані Радянським Союзом. Поляки та польські євреї з Радянського Союзу були об'єктом процесу, який називався «репатріацією» (поселення на території повоєнної Польщі). Не всі з них були репатрійовані: деякі були ув'язнені або депортовані до трудових таборів у Сибіру чи Казахстані.

## Німецьке визнання кордону

### Східна Німеччина

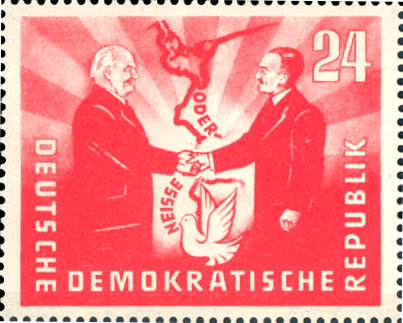
Марка Східної Німеччини 1951 року, присвячена Згожелецькому мирному договору, що встановлює лінію Одер-Нейсе як «кордон миру», із зображенням лідерів Вільгельма Піка (НДР) та Болеслава Берута (Польща).

Східнонімецька Соціалістична єдина партія Німеччини (СЄПН), заснована 1946 року, спочатку відкинула лінію Одер-Нейсе. Під радянською окупацією та сильним тиском Москви офіційна фраза Friedensgrenze (кордон миру) була оприлюднена в березні-квітні 1947 року на Московській конференції міністрів закордонних справ. Німецька Демократична Республіка та комуністичний уряд Польщі підписали Згожелецький договір у 1950 році, визнавши лінію Одер-Нейсе, офіційно позначену комуністами як «Кордон миру та дружби».
У 1952 році Сталін зробив визнання лінії Одер-Нейсе постійним кордоном однією з умов для згоди Радянського Союзу на возз'єднання Німеччини (див. Нота Сталіна). Пропозицію відхилив канцлер Західної Німеччини Конрад Аденауер.

### Західна Німеччина

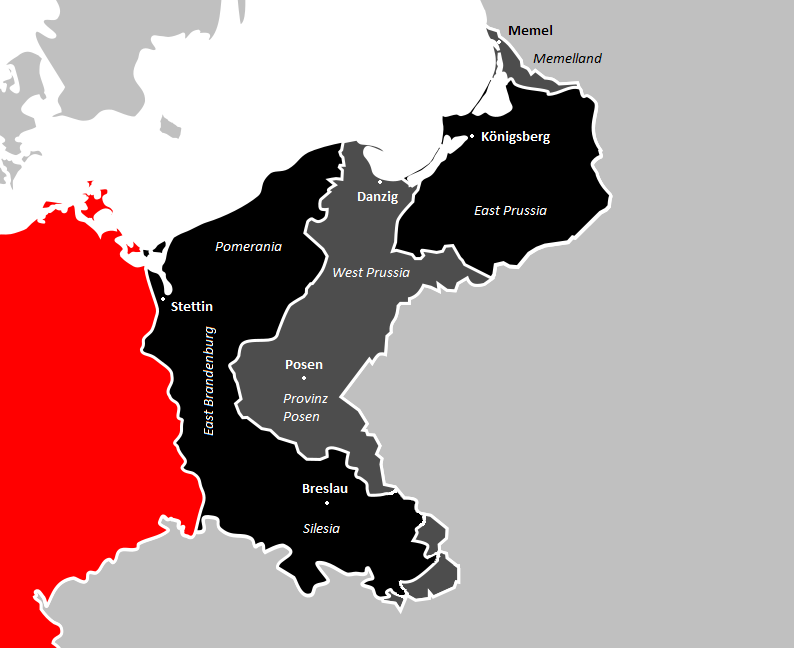
Територія, втрачена після Першої світової війни
Територія, втрачена після Другої світової війни
Сучасна Німеччина

Західнонімецьке визначення кордонів Німеччини "де-юре" - базувалося на рішеннях Потсдамської угоди, яка розмістила німецькі території (станом на 31 грудня 1937 року) на схід від лінії Одер-Нейсе "під управлінням Польської держави", тоді як "остаточне визначення західного кордону Польщі мало очікувати мирного врегулювання". Таким чином, визнання лінії Одер-Нейсе постійною було зарезервоване лише для остаточного мирного врегулювання з возз'єднаною Німеччиною.
У Західній Німеччині, де знайшла притулок більшість переміщених біженців, визнання лінії Одер-Нейсе постійною довго вважалося неприйнятним. З самого початку свого канцлерства в 1949 році Аденауер відмовився визнати лінію Одер-Нейсе східним кордоном Німеччини та чітко дав зрозуміти, що якщо Німеччина колись возз'єднається, Федеративна Республіка претендуватиме на всі землі, які належали Німеччині станом на 1 січня 1937 року. Відмова Аденауера від коригування кордонів, що виникли в результаті Потсдамської угоди, була сприйнята критично деякими польськими громадянами. Невдовзі після підписання угоди і США, і Радянський Союз визнали кордон фактичним кордоном Польщі. Державний секретар США Джеймс Бірнс визнав Західну Нейсе тимчасовим польським кордоном. Хоча у своїй Штутгартській промові він експериментував з ідеєю зміни кордонів (на користь Польщі), що підживлювало спекуляції німецьких націоналістів та ревізіоністів, Державний департамент визнав, що промова мала на меті просто «викрити позицію Молотова напередодні виборів у Німеччині». Уряд Аденауера звернувся до Конституційного суду, щоб отримати рішення, яке проголошувало, що юридично кордони Федеративної Республіки є кордонами Німеччини станом на 1 січня 1937 року, що Потсдамська декларація 1945 року, яка проголошувала лінію Одер-Нейсе «тимчасовим» східним кордоном Німеччини, є недійсною, і що як така Федеративна Республіка вважає всі землі на схід від лінії Одер-Нейсе «незаконно» окупованими Польщею та Радянським Союзом. Американський історик Герхард Вайнберг зазначив, що, претендуючи на кордони 1937 року, Західна Німеччина фактично претендувала на кордони, встановлені Версальським договором, який усе міжвоєнне німецьке керівництво з 1919 по 1939 рік називало абсолютно неприйнятним, і що, можливо, свідчило про те, що Версальський договор був далеко не таким суворим, як стверджувалося, особливо в порівнянні з набагато більшими територіальними втратами, спричиненими лінією Одер-Нейсе. Не всі в уряді Аденауера підтримували це; Такі політики, як міністр Зеебом, критикували обмеження німецьких територіальних вимог кордонами 1937 року, натякаючи на кордони до Версаля, як і організація вигнаних німців BdV. У 1962 році в Західній Німеччині було засновано люту антипольську організацію під назвою AKON, яка опублікувала карти з кордонами 1914 року.

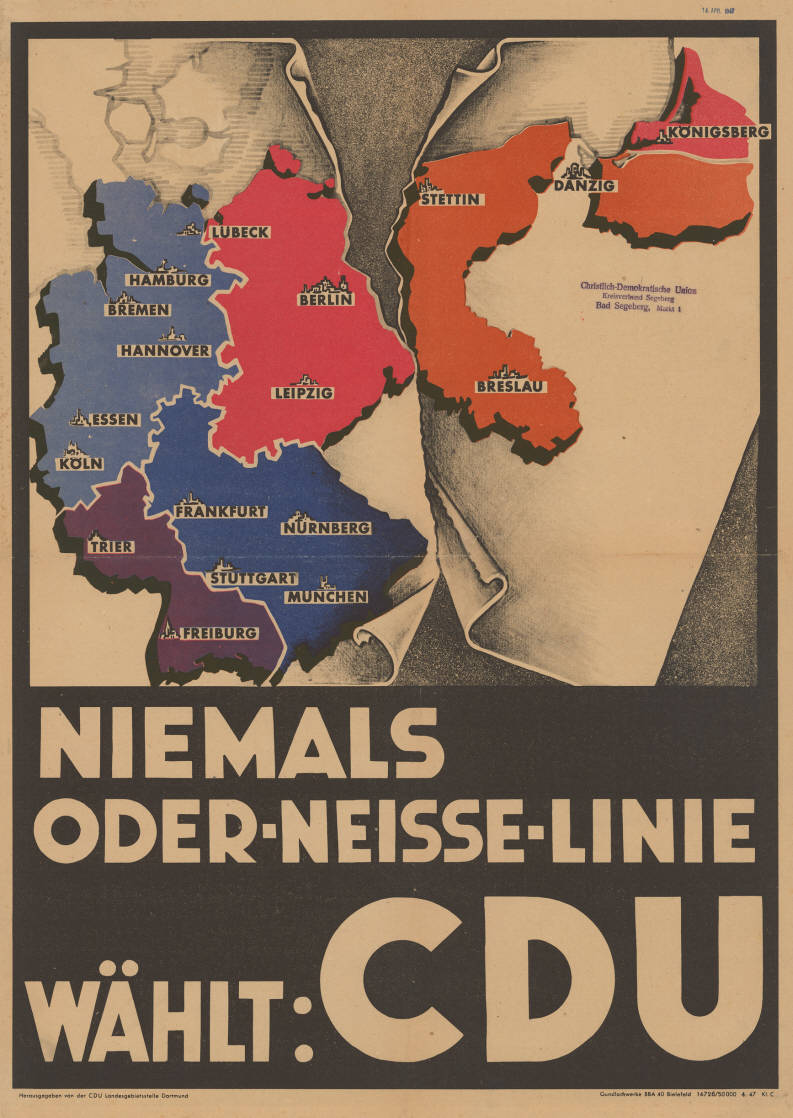
Передвиборчий плакат ХДС (1947): «Ніколи лінії Одер-Нейсе – голосуйте за ХДС»

На думку Ганса Петера Шварца, відмова Аденауера прийняти лінію Одер-Нейсе була значною мірою мотивована внутрішньою політикою, особливо його бажанням завоювати голоси внутрішнього лобі тих німців, яких було вигнано з районів на схід від лінії Одер-Нейсе. 16% електорату в 1950 році становили люди, які втекли або були вигнані після війни, що утворило потужну політичну силу. В результаті ХДС, ХСС, ВДП та СДПН опублікували заяви, виступивши проти лінії Одер-Нейсе та підтримавши Гайматрехт ("Heimatrecht", "право на батьківщину", тобто на те, щоб вигнаним було дозволено повернутися до своїх колишніх домівок). Аденауер дуже боявся впливу лобі вигнаних і заявив своєму кабінету в 1950 році, що боїться «нестерпних економічних та політичних заворушень», якщо уряд не підтримає всі вимоги лобі вигнаних. Крім того, відмова Аденауера від лінії Одер-Нейсе мала стати перешкодою, якщо коли-небудь розпочнуться переговори про возз'єднання Німеччини на умовах, які Аденауер вважав несприятливими, таких як нейтральність Німеччини, оскільки Аденауер добре знав, що Радянський Союз ніколи не розглядатиме можливість перегляду лінії Одер-Нейсе. Зрештою, біограф Аденауера, німецький історик Ганс Петер Шварц, стверджував, що Аденауер, можливо, щиро вірив, що Німеччина має право повернути землі, втрачені на схід від річок Одер і Нейсе, незважаючи на всі проблеми з іміджем, які це створило для нього в Сполучених Штатах та Західній Європі. 
На противагу цьому, фінський історик Пертті Ахонен, посилаючись на численні приватні заяви Аденауера про те, що східні провінції Німеччини втрачені назавжди, і висловлюючи презирство до лідерів вигнаних як до таких, що марять, вважаючи, що вони насправді колись повернуться до своїх колишніх домівок. Він стверджував, що Аденауер не був зацікавлений у реальному оскарженні лінії Одер-Нейсе. Ахонен писав, що Аденауер «бачив справу свого життя в тому, щоб безповоротно закріпити Федеративну Республіку за антикомуністичним Заходом і не виявляв палкого інтересу до східноєвропейських проблем — або навіть возз'єднання Німеччини». Позиція Аденауера щодо лінії Одер-Нейсе створила для нього серйозні проблеми з іміджем у західних країнах у 1950-х роках, де багато хто зі значною огидою ставився до його реваншистських поглядів на те, де мають бути східні кордони Німеччини, і лише той факт, що Східна Німеччина знаходилася між Федеративною Республікою та Польщею, завадив цьому стати серйозною проблемою у відносинах із Заходом.

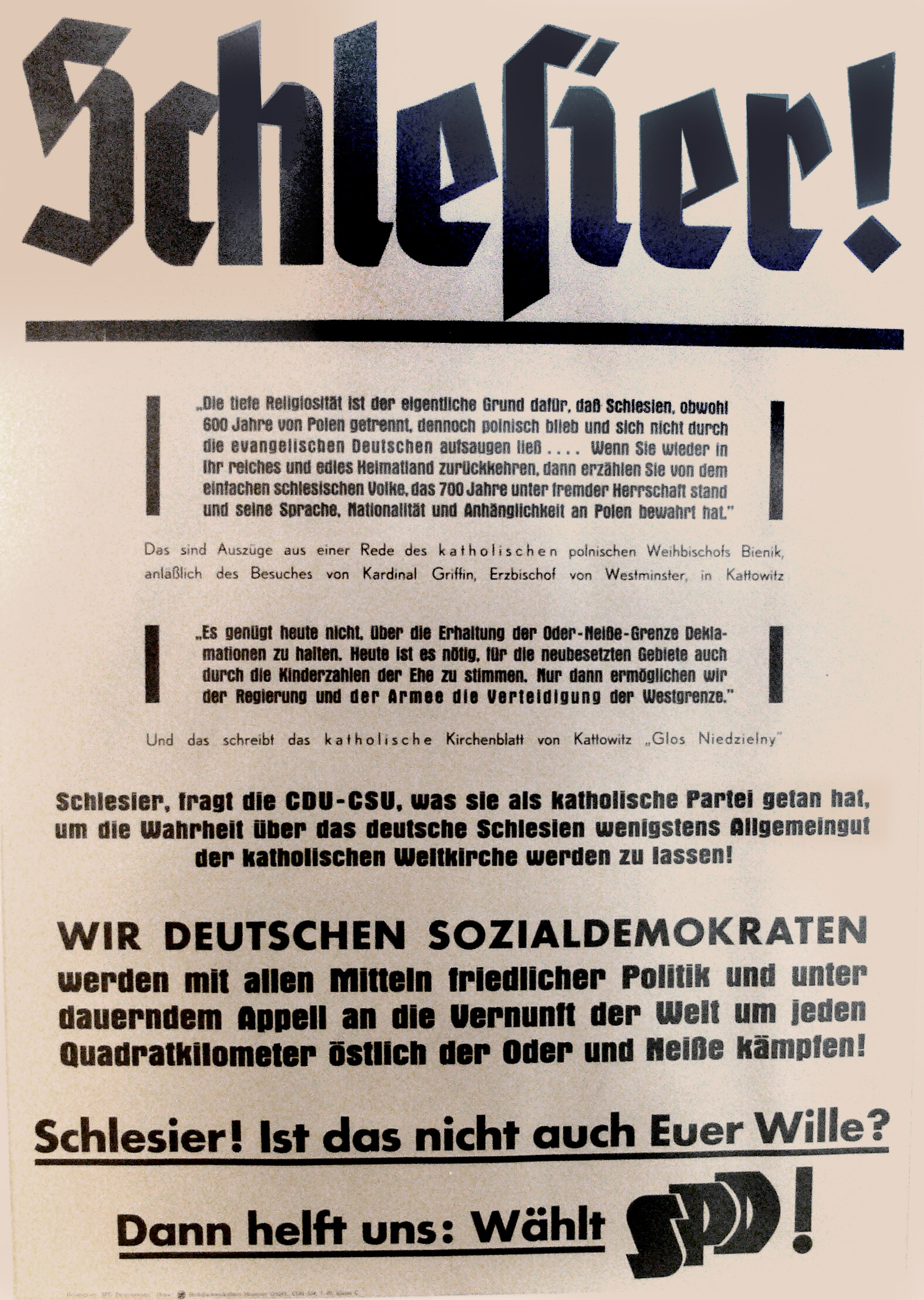
Передвиборчий плакат СДПН (1949): «Сілезці – ми, німецькі соціал-демократи, будемо боротися всіма засобами мирної політики та постійно закликати до здорового глузду світу за кожен квадратний кілометр на схід від Одера та Нейсе»

1 травня 1956 року міністр закордонних справ Західної Німеччини Генріх фон Брентано під час прес-конференції в Лондоні визнав, що позиція Федеративної Республіки щодо лінії Одер-Нейсе була «дещо проблематичною», і запропонував, щоб Федеративна Республіка визнала лінію Одер-Нейсе в обмін на те, що Радянський Союз дозволить возз'єднання Німеччини. Зауваження Брентано викликало таке обурення, що лідери вигнаних стверджували, що він повинен піти у відставку, і Аденауер був змушений відсторонити свого міністра закордонних справ. Брентано зміг зберіг свою посаду лише завдяки заяві, що його неправильно процитувала британська преса. У приватному порядку Брентано був готовий прийняти лінію Одер-Нейсе як ціну за возз'єднання, і його ненеправильно процитували в Лондоні, як він стверджував пізніше. У червні 1956 року, у розмові з канадським послом Чарльзом Річі, Брентано, подалі від громадської уваги, назвав лідерів груп вигнанців «націоналістами, що не піддаються навчанню», які нічого не винесли з Другої світової війни та не мали права контролювати політику Федеративної Республіки щодо Східної Європи, накладаючи вето на зміни в політиці, які їм не подобалися. Прес-конференція Брентано мала стати пробною кулею, щоб побачити, чи може Федеративна Республіка мати більш гнучку політику щодо Східної Європи. Шалені протести, спричинені прес-конференцією Брентано, переконали Аденауера, що він не має внутрішньої підтримки для такої політики, і що нинішня політика протистояння лінії Одер-Нейсе має продовжуватися. Це викликало значне розчарування у західних союзників Аденауера, які чинили сильний тиск за лаштунками та продовжували чинити такий тиск протягом решти 1950-х років, щоб Бонн визнав лінію Одер-Нейсе. Цей тиск став особливо гострим після «польської жовтневої» кризи 1956 року, яка привела до влади Владислава Гомулку як нового лідера Польщі. Гомулка був комуністом, але також польським націоналістом, і у Вашингтоні вважали можливим розкол між Москвою та Варшавою, якби тільки Бонн визнав лінію Одер-Нейсе. Через відмову Федеративної Республіки визнати лінію Одер-Нейсе, а також через присутність таких заплямованих нацистським минулим осіб, як Теодор Оберлендер, у кабінеті Аденауера, Гомулка був одержимий страхом, що одного дня німці знову вторгнуться до Польщі, що означатиме повернення до жахів німецької окупації.
Гомулка боявся німців більше, ніж не любив росіян, і тому він публічно та приватно стверджував, що необхідно тримати радянські війська в Польщі для захисту від будь-якого майбутнього німецького реваншизму. Гомулка відчував щиру загрозу від реваншистських заяв уряду Аденауера та вважав, що союз з Радянським Союзом — єдине, що може зупинити загрозу нового німецького вторгнення. 
Гомулка заявив на 8-му Пленумі 19 жовтня 1956 року: 
«Польща потребує дружби з Радянським Союзом більше, ніж Радянський Союз потребує дружби з Польщею... Без Радянського Союзу ми не можемо зберегти наші кордони із Заходом». 
Під час зустрічей з Хрущовим під час польської Жовтневої кризи Гомулка наголосив, що хоча він хоче, щоб Польща зайняла більш незалежну лінію в рамках радянського блоку, він ніколи не порватиме з Москвою через свої побоювання щодо майбутньої німецької агресії, засновані на їхніх заявах про відхилення лінії Одер-Нейсе. Через одержимість Гомулки лінією Одер-Нейсе та його репутацію польського націоналіста, який говорив про «польський шлях до соціалізму», незалежний від Москви, - американці вважали можливим, що Гомулка міг би наслідувати приклад Тіто в 1948 році, якби тільки Аденауера вдалося переконати прийняти лінію Одер-Нейсе. Один вчений писав у 1962 році, що більшість поляків глибоко не любили комунізм, але були готові прийняти режим Гомулки як менше зло, бо вірили алармізму Гомулки про те, що без Червоної Армії німці знову вторгнуться. Поляки так сильно боялися німецького реваншизму, що ще в лютому 1990 року прем'єр-міністр Польщі Тадеуш Мазовецький заявив у своїй промові, що Червоній Армії, можливо, доведеться залишатися в Польщі, доки Німеччина не пообіцяє твердо визнати лінію Одер-Нейсе як остаточний кордон між Німеччиною та Польщею.
У 1963 році лідер німецької соціал-демократичної опозиції Віллі Брандт заявив, що «зречення — це зрада», але саме Брандт зрештою змінив ставлення Західної Німеччини своєю політикою «Східної політики». У 1970 році Західна Німеччина підписала договори з Радянським Союзом (Московський договір) та Польщею (Варшавський договір), визнаючи західний кордон Польщі на лінії Одер-Нейсе поточною реальністю, яку не можна змінювати силою. Це зробило більш-менш можливими сімейні візити переміщених східних німців на їхню втрачену батьківщину. Однак такі візити все ще були дуже складними, а постійне переселення на батьківщину, тепер Польщу, залишалося неможливим.
У 1989 році між Польщею та Східною Німеччиною було підписано ще один договір, визначено морський кордон та врегульовано суперечку 1985 року.

### Возз'єднана Німеччина

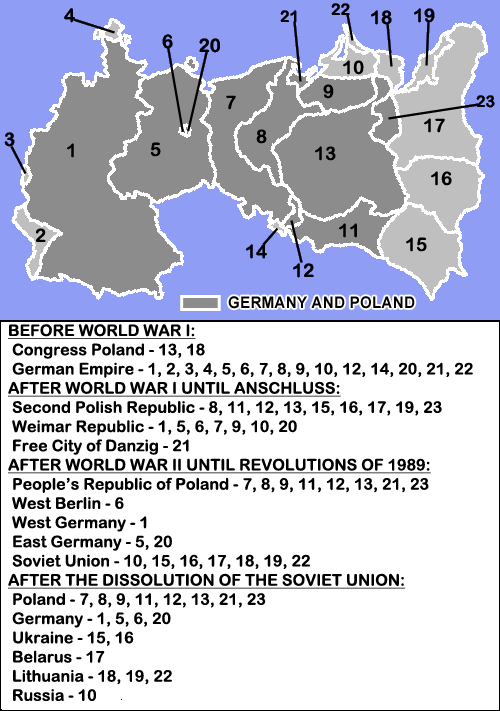
Мапа, що показує різні кордони та території Польщі та Німеччини протягом 20 століття, причому сучасні території Німеччини та Польщі виділені темно-сірим кольором.

У березні 1990 року канцлер Західної Німеччини Гельмут Коль викликав обурення, припустивши, що возз'єднана Німеччина не визнає лінію Одер-Нейсе, і натякнувши, що Федеративна Республіка може захотіти відновити кордон 1937 року, за необхідності силою. Коль також додав, що у своїй заяві від 1 березня 1990 року він визнає лінію Одер-Нейсе лише за умови, що Польща пообіцяє виплатити компенсацію німцям, вигнаним після 1945 року, і якщо Польща пообіцяє не вимагати репарацій за страждання польських рабів-робітників у Німеччині та репарацій за шкоду, завдану німецькими військами Польщі під час Другої світової війни. Після того, як нота Коля викликала масову міжнародну реакцію, яка загрожувала зірвати процес возз'єднання Німеччини, Коль поспішно змінив позицію та заявив, що возз'єднана Німеччина все ж таки визнає лінію Одер-Нейсе, і що він не намагатиметься пов'язувати визнання лінії Одер-Нейсе з переговорами про компенсацію. У листопаді 1990 року, після возз'єднання Німеччини, Федеративна Республіка Німеччина та Республіка Польща підписали договір, що підтверджує кордон між ними, як того вимагав Договір про остаточне врегулювання стосовно Німеччини. Раніше Німеччина внесла зміни до своєї конституції та скасувала статтю 23 Основного закону Західної Німеччини (на якій ґрунтувалося возз'єднання), яка могла бути використана для претензій на колишні східні німецькі території.
Німецько-польський договір про кордон, підписаний 14 листопада 1990 року, який остаточно закріпив лінію Одер-Нейсе як німецько-польський кордон, набув чинності 16 січня 1992 року разом з другим договором, Договором про добросусідство, підписаним у червні 1991 року, в якому дві країни, серед іншого, визнали основні політичні та культурні права як німецької, так і польської меншин, що проживають по обидва боки кордону. Після 1990 року приблизно 150 000 німців все ще проживали на територіях, переданих Польщі, переважно в Опольському воєводстві, з меншою присутністю в таких регіонах, як Нижня Сілезія та Вармінсько-Мазурське воєводство. У Німеччині проживає 1,5 мільйона поляків або етнічних поляків, включаючи як недавніх іммігрантів, так і нащадків поляків, які оселилися в Німеччині багато поколінь тому.